# Glinde (Adelsgeschlecht)

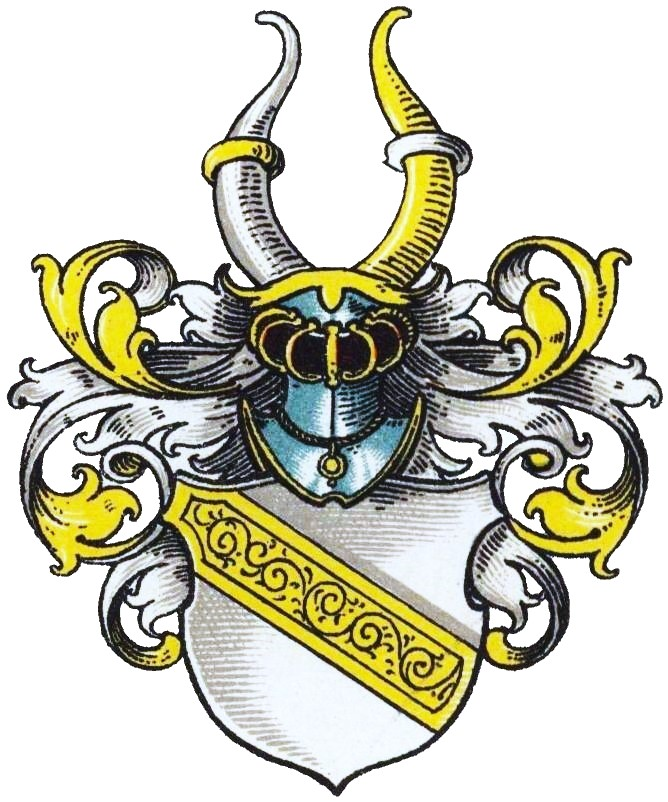
Wappen derer von Glinde im Wappenbuch des Westfälischen Adels

Glinde (auch Gelinde, Glynde, Gelynde o. ä.) ist der Name eines rheinländischen Adelsgeschlechts.

## Geschichte
Das Geschlecht hatte seinen namensgebenden Stammsitz Haus Glinde etwas südwestlich von Rheinberg im Kreis Wesel, Nordrhein-Westfalen.
Erstmals erscheint die Familie 1231 mit Ritter Winnemar I. von Glinde. Derselbe erscheint 1250 ein weiteres Mal, diesmal zusammen mit seinen drei Söhnen Heinrich (urkundl. 1250–1294, 1295†; verheiratet mit Alverade (urkundl. 1295)), Rutger und Jacob (beide urkundl. 1250). Letzterer hatte seinen Namen offenbar von seinem Onkel, Ritter Jacob von Glinde (urkundl. 1235–1241), der 1235 zugunsten des Klosters Kamp auf einen Zehntanspruch an die Rheinberger Kirche verzichtete. 1256 tritt ferner ein Nicolaus von Glinde auf.
Winnemar I. von Glinde hatten neben den drei oben genannten Söhne einen weiteren, gleichnamigen Sohn Winnemar II. (urkundl. 1282–1301). Dessen Sohn Heinrich von Glinde (urkundl. 1299–1329) war mit Sibilla verheiratet und verkaufte 1299 zusammen mit dieser unter Zustimmung seiner beiden Töchter, Katharina und Cäcilia (beide urkundl. 1299) seine Güter in Kaldenhausen und Drynen an die Abtei Kamp.
Die Eheleute Heinrich von Glinde und Alverade hatten zwei Söhne: Rutger von Glinde (urkundl. 1295–1329) und Winnemar III. von Glinde (urkundl. 1329). Witwe Alverade und ihre beiden Söhne genehmigten 1295 einen von Winnemar II. 1294 getätigten Verkauf von 38 Morgen Land in der sogenannten Berker Furt an das Kloster Kamp.
Weitere Familienmitglieder waren die Gebrüder Jacob (urkundl. 1321–1342; verheiratet mit Kunigunde), Heinrich (urkundl. 1335; verheiratet mit Christine) und Theoderich von Glinde (urkundl. 1335; verheiratet mit Elisabeth). Jacob von Glinde verkaufte 1335 mit Zustimmung seine Ehefrau Kunigunde und der gemeinsamen Kinder Gerhard (urkundl. 1335–1395), Katharina und Mabilia an Heinrich Beyart 30,5 Morgen Land in der Meckedonk bei Rheinberg. Die Brüder und ihre Ehefrauen stimmten dem Verkauf zu. Ein zweiter Heinrich tritt in der Verkaufsurkunde als Treuhalter und Bürge auf. Ebenfalls 1335 verkaufte Jacob von der Glinde mit Zustimmung seiner Söhne Gerhard, Johann (urkundl. 1335–1396) und Gottfried (urkundl. 1335–1395) und seiner Töchter Katharina und Hedwig 
dem Kloster Kamp vier Morgen Wiesen bei Ossenberg. Die oben erwähnte Tochter Mabilia von Glinde gab ein Jahr später ihre Zustimmung zu dem Verkauf.
Der mit Elisabeth verheiratete Theoderich von Glinde führte nach dem Gut Merheim (Merum) den Namenszusatz „genannt von Merheim“. Unter seinen zahlreichen Kindern war Tochter Elisabeth mit dem Rheinberger Schöffen Theoderich Bertolds vermählt.
Jacobs Sohn Gerhard von Glinde übernahm 1346 die Vormundschaft für die unmündigen Kinder seiner Schwester Mabilia, da deren Ehemann Rembold Ingenhoven 1345 verstorben war. Derselbe Gerhard schwur 1369 zeitgleich mit seinem Bruder Gottfried (Godert) dem Grafen Wilhelm II. von Berg die Treue.
Um 1400 verlor die Familie ihren Stammsitz an die Ingenhoven. Die Umstände sind ungeklärt. Möglicherweise war dies eine Folge des Ausgangs der Schlacht von Kleverhamm (1397), in der die Familie Glinde den oben erwähnten Schwüren zufolge auf Seite der bergischen Verlierer stand, während das klevische Geschlecht Ingenhoven wohl zu den Gewinnern zählte. Die Folge jedenfalls war, dass Mitglieder der Familie Glinde nun vermehrt als Amtsträger in der Verwaltung tätig waren. Godert von Glinde war um 1413 kurkölnischer Amtmann in Rheinberg. Sein Bruder Johann von Glinde hatte zwölf Jahre später dieselbe Stellung inne, wohl als unmittelbarer Nachfolger. 1421 gelobten die Brüder dem Grafen Gerhard von Kleve „mit Gut und Blut beizustehen“. Andere Familienmitglieder traten in den Dienst der Stadt Rheinberg. Heinrich von Glinde war 1423–1438 Schöffe in Rheinberg, Gottfried von Glinde 1425 Ratsherr der Stadt. Letzterer wurde 1449 vom Grafen von Moers mit einem Zehnten zu Neukirchen bei Moers und mit dem Mermannsgut bei Baerl belehnt. 1472 erscheint noch einmal ein Heinrich von Glinde in der Rheinberger Löthstraße, als auch dessen Bruder Goder genannt wird. Danach sind keine weiteren Nachrichten zur Familie Glinde überliefert.

## Wappen
Blasonierung: In Silber ein goldener Schrägrechtsbalken. Auf dem Helm Büffelhörner, das rechte Horn silbern mit einem goldenen, das linke golden mit einem silbernen Ring in der Mitte. Die Helmdecken sind golden-silbern.